# Living for Tomorrow
Living For Tomorrow è una canzone del gruppo tedesco Scorpions, estratta nel 1993 dalla raccolta di successi Still Loving You e pubblicata come singolo. Essa contiene una intro live che proviene da Leningrado (Russia), dove fu infatti registrato e mixato live.